# Nannophlebia eludens
Nannophlebia eludens – gatunek ważki z rodziny ważkowatych (Libellulidae).